# Länsväg 163
De Zweedse weg 163 (Zweeds: Länsväg 163) is een provinciale weg in de provincie Västra Götalands län in Zweden en is circa 51 kilometer lang. De weg ligt in het zuiden van Zweden aan de westkust.

## Plaatsen langs de weg
- Kville
- Fjällbacka
- Kämpersvik
- Grebbestad
- Tanumshede
- Östad

## Knooppunten
- E6 tussen Fjällbacka en Hällevadsholm (begin)
- E6 bij Tanumshede
- Länsväg 165 bij Östad (einde)